# Jackie Mooney
Jackie Mooney (1938 – Dublin, 2017. december 31.) válogatott ír labdarúgó, csatár.

## Pályafutása
1954–55-ben a Home Farm labdarúgója volt. 1955 és 1958 között az angol Manchester United játékosa volt, de tétmérkőzésen nem szerepelt. 1958 és 1960 között a walesi Bangor City csaptában szerepelt. 1960 és 1962 között a Cork Hibernians, 1962 és 1967 között a Shamrock Rovers, 1967 és 1969 között az Aer Lingus, 1969 és 1971 között az Athlone Town labdarúgója volt. 1971–72-ben a Bohemian, 1972 és 1975 között ismét a Shamrock Rovers, 1975 és 1977 között az Athlone Town labdarúgója volt.
1964-ben két alkalommal szerepelt az ír válogatottban és egy gólt szerzett.

## Sikerei, díjai
Shamrock Rovers
- Ír bajnokság
  - bajnok: 1963–64
- Ír kupa (FAI Cup)
  - győztes: 1964, 1965, 1966, 1967